# Morieux
Morieux [mɔʁjø] est une ancienne commune française située dans le département des Côtes-d'Armor en région Bretagne. Elle est depuis le 1er janvier 2019 une commune déléguée de Lamballe-Armor.

## Géographie

### Localisation

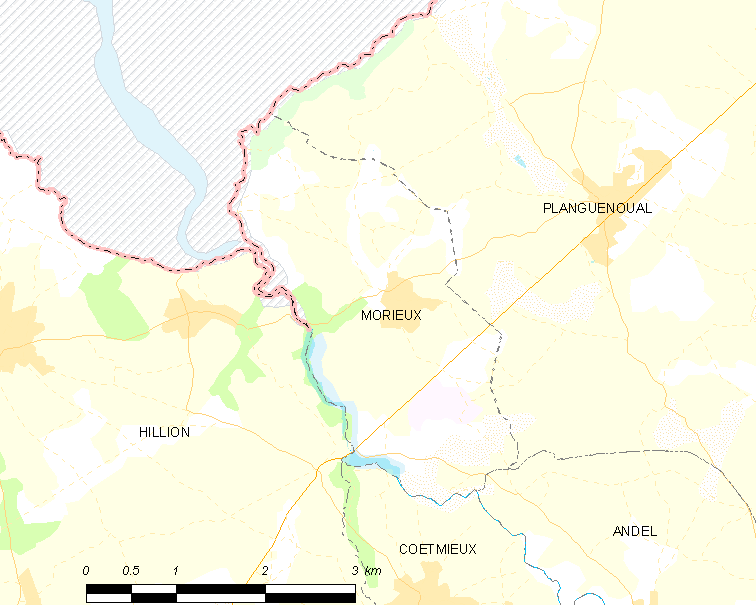
Carte de la commune.

La commune de Morieux se situe en bord de mer, au nord-centre du département des Côtes-d'Armor, à l'est de Saint-Brieuc et au centre-ouest de l'agglomération de Lamballe Terre et Mer dont elle fait partie.
Les communes les plus proches à vol d'oiseau sont : Planguenoual (2,6 km), Coëtmieux (3,5 km), Hillion (4,4 km) et Andel (4,7 km).
| Manche  | Manche    | Planguenoual |
| Hillion | Morieux   | Planguenoual |
| Hillion | Coëtmieux | Andel        |

### La baie de Morieux
Morieux est bordée au nord-ouest par l'anse de Morieux, faisant partie de la baie de Saint-Brieuc, dans laquelle se jette le Gouessant qui se termine par une ria.
Le 8 juillet 2011, on découvre au fond de la grève Saint-Maurice, dans l'estuaire du Gouessant, des cadavres de sangliers. 36 animaux sont trouvés morts aux abords de cette plage, touchée par les marées vertes ou par du poison. En amont, une retenue d'eau connait également une prolifération de cyanobactéries.
La baie de Morieux est considérée, dans la décennie 2010, comme le site le plus pollué de Bretagne par les algues vertes en raison des apports en nitrates du Gouessant : la surface couverte par les algues vertes y a été en moyenne de 125 ha par an entre 2012 et 2019, soit l'équivalent d'environ 150 terrains de football.

## Toponymie
Le nom de la localité est attesté sous les formes Moriac en 1120 et en 1126, Morioch en 1155 et en 1161, Ecclesia de Morioc en 1211, Parrochia de Morioc en 1244, Moryoc en 1292, Morioc en 1343, Morieux en 1378, Morieuc en 1436, 1480 et en 1599, Morieulx en 1536, Morieu en 1569, Morieux en 1672. 

## Histoire

### LeXXesiècle

#### Les guerres duXXesiècle

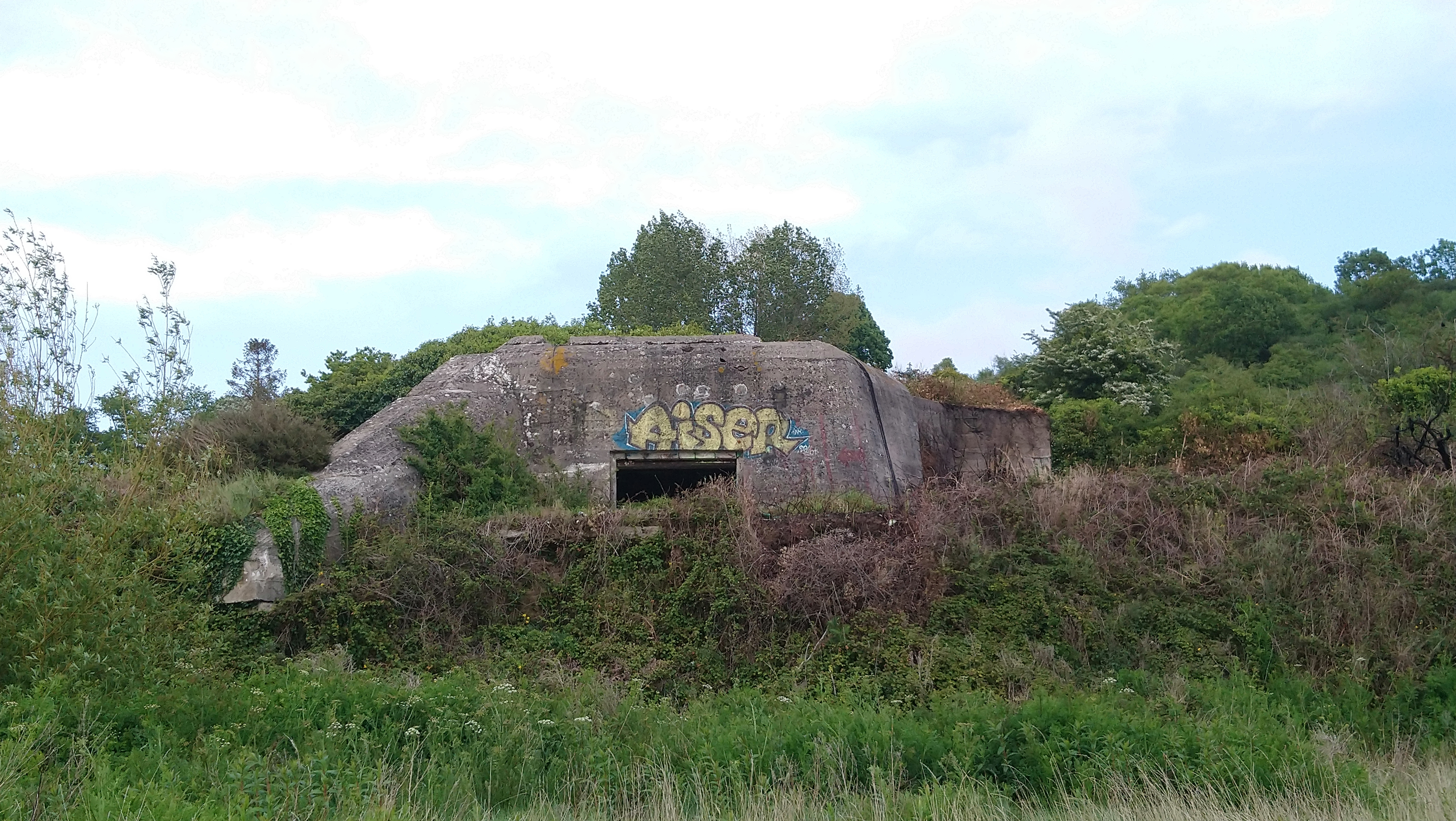
Bunker de la plage de Saint-Maurice.

Le monument aux morts porte les noms des 46 soldats morts pour la Patrie :
- 41 sont morts durant la Première Guerre mondiale ;
- 4 sont morts durant la Seconde Guerre mondiale ;
- 1 est mort durant la guerre d'Indochine.

Durant la Seconde Guerre mondiale, les Allemands construisent, quelque temps après leur arrivée dans la commune au début de septembre 1940, des casemates sur la côte qu'ils nomment sur une seule position :
- Wn La 369 (plage de Saint-Maurice) : une casemate de type Regelbau 612 équipé d'un canon Pak 40 de 7,5 cm qui disposait d'une vue d'environ 100° ; et une casemate type Mg-Stand pour l'emplacement d'une mitrailleuse (modèles MG 34 ou MG 42). Cette zone protégeait l'anse de Morieux afin d'éviter tout débarquement ennemi. La plage devait également être recouverte d'éléments anti-débarquement tels que des projecteurs, des pieux, des hérissons tchèques, nussknackers ou fil de fer barbelé. Un tétraèdre est toujours présent[5],[6]. Les soldats pouvaient probablement également communiquer avec ceux de la position Wn La 370 de la pointe des Guettes à Hillion qui était équipée de la Lichtsprechgeräte (téléphonie légère modulée ou transmission sans fil) qui servait pour les unités de défense anti-aériennes.

Wn est l'abréviation de Widerstandsnest (nid de résistance), La pour le secteur de Lamballe et les chiffres pour le numéro du secteur ; ils sont donc à suivre d'Est à l'Ouest. La plupart de ces infrastructures sont toujours présentes.
Les Allemands quittèrent la ville quelques jours après le débarquement de Normandie, en fin de semaine entre le jeudi 8 ou le dimanche 12 juin 1944. La troupe présente s'en allèrent pour probablement aller sur Saint-Brieuc. Les Américains arrivèrent le 6 août 1944, le même jour que la libération de Saint-Brieuc.

### LeXXIesiècle
Morieux fusionne avec Lamballe (absorbant Lamballe et Meslin) et Planguenoual pour former la commune nouvelle de Lamballe-Armor le 1er janvier 2019.

## Politique et administration
| Période                                  | Période              | Identité           | Étiquette | Qualité                                                         |
| ---------------------------------------- | -------------------- | ------------------ | --------- | --------------------------------------------------------------- |
| Les données manquantes sont à compléter. |                      |                    |           |                                                                 |
| ?                                        | mai 1953             | M. Sicot           |           |                                                                 |
| mai 1953                                 | juillet 1967 (décès) | Paul Desbois       |           |                                                                 |
| 1967                                     | mars 1977            | Alphonse Gesbert   |           |                                                                 |
| mars 1977                                | mars 1983            | Joseph Lesage      |           |                                                                 |
| mars 1983                                | juin 1995            | Henriette Corbel   | PS        |                                                                 |
| juin 1995                                | décembre 2018        | Jean-Pierre Briens | DVG       | Retraité 5e vice-président de Lamballe Communauté (2001 → 2008) |

## Démographie
L'évolution du nombre d'habitants est connue à travers les recensements de la population effectués dans la commune depuis 1793. Pour les communes de moins de 10 000 habitants, une enquête de recensement portant sur toute la population est réalisée tous les cinq ans, les populations de référence des années intermédiaires étant quant à elles estimées par interpolation ou extrapolation. Pour la commune, le premier recensement exhaustif entrant dans le cadre du nouveau dispositif a été réalisé en 2005.

En 2016, la commune comptait 1 006 habitants, en évolution de +7,48 % par rapport à 2010 (Côtes-d'Armor : +1,78 %, France hors Mayotte : +2,11 %).
| 1793 | 1800 | 1806 | 1821 | 1831 | 1836 | 1841 | 1846 | 1851 |
| ---- | ---- | ---- | ---- | ---- | ---- | ---- | ---- | ---- |
| 424  | 422  | 443  | 556  | 618  | 631  | 636  | 668  | 705  |

| 1856 | 1861 | 1866 | 1872 | 1876 | 1881 | 1886 | 1891 | 1896 |
| ---- | ---- | ---- | ---- | ---- | ---- | ---- | ---- | ---- |
| 639  | 671  | 621  | 609  | 626  | 674  | 669  | 691  | 670  |

| 1901 | 1906 | 1911 | 1921 | 1926 | 1931 | 1936 | 1946 | 1954 |
| ---- | ---- | ---- | ---- | ---- | ---- | ---- | ---- | ---- |
| 664  | 580  | 623  | 598  | 572  | 533  | 535  | 481  | 476  |

| 1962 | 1968 | 1975 | 1982 | 1990 | 1999 | 2005 | 2006 | 2010 |
| ---- | ---- | ---- | ---- | ---- | ---- | ---- | ---- | ---- |
| 481  | 482  | 505  | 615  | 665  | 765  | 843  | 836  | 936  |

| 2015 | 2016  | - | - | - | - | - | - | - |
| ---- | ----- | - | - | - | - | - | - | - |
| 987  | 1 006 | - | - | - | - | - | - | - |

## Lieux et monuments
- Église Saint-Gobrien, de style roman, fin XIIe siècle et remaniée au XIVe siècle, avec des fresques murales du XVIIe siècle,  Classé MH (1995) [12].
- Chapelle Saint-Maurice.
- Chapelle Saint-Maurice-du-Haut.
- Fontaine et source miraculeuse Sainte-Eugénie.
- Chaussée des Ponts-Neufs, ancienne voie romaine, refaite au XIIIe siècle.
- Viaduc des Ponts-Neufs, ancien viaduc ferroviaire entre Morieux et Hillion.
- Château de Carivan.
- Les blockhaus de la Seconde Guerre mondiale : situées sur la plage de Saint-Maurice.
- Barrage du Pont-Rollant.

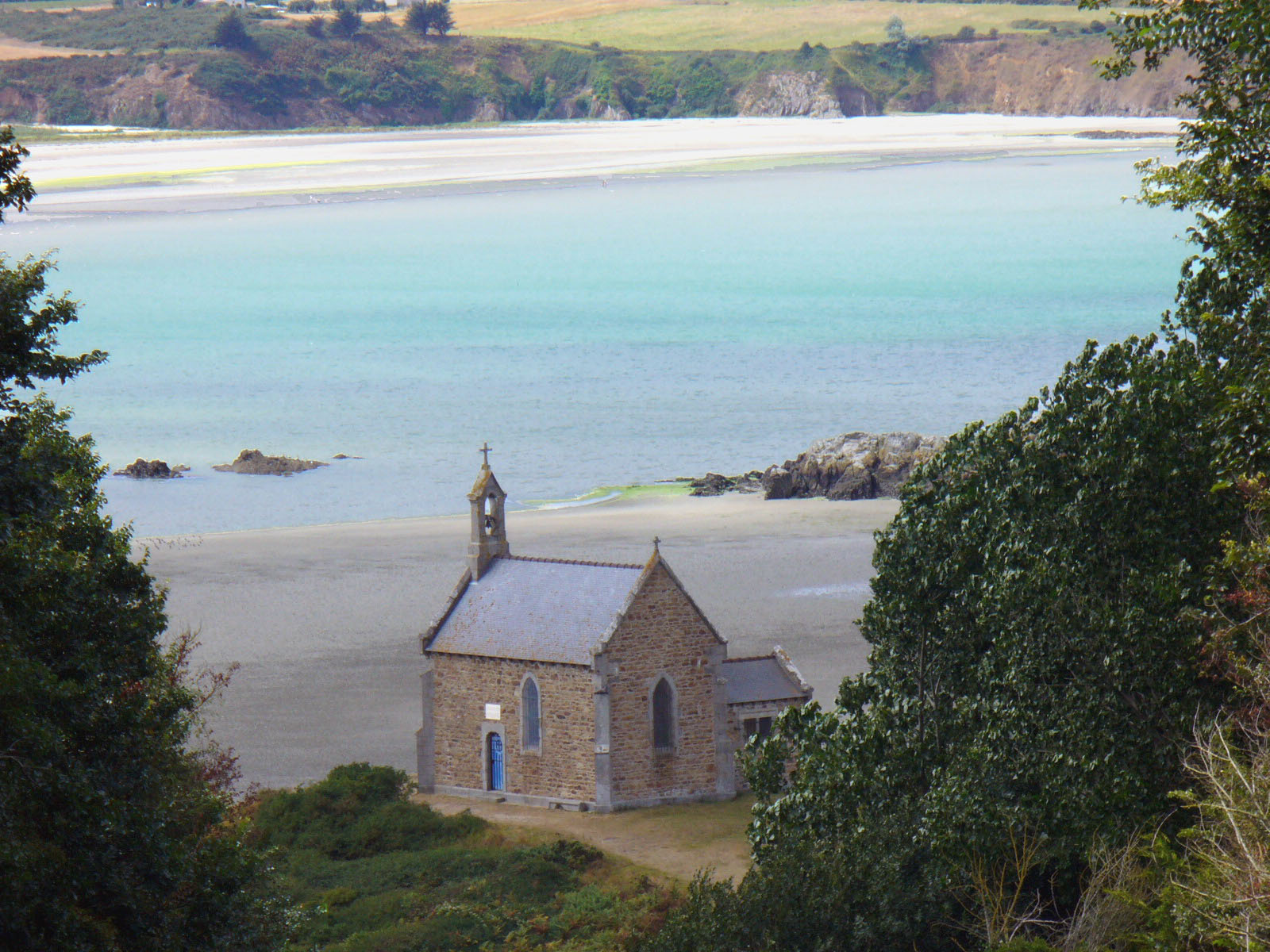
Chapelle Saint-Maurice.
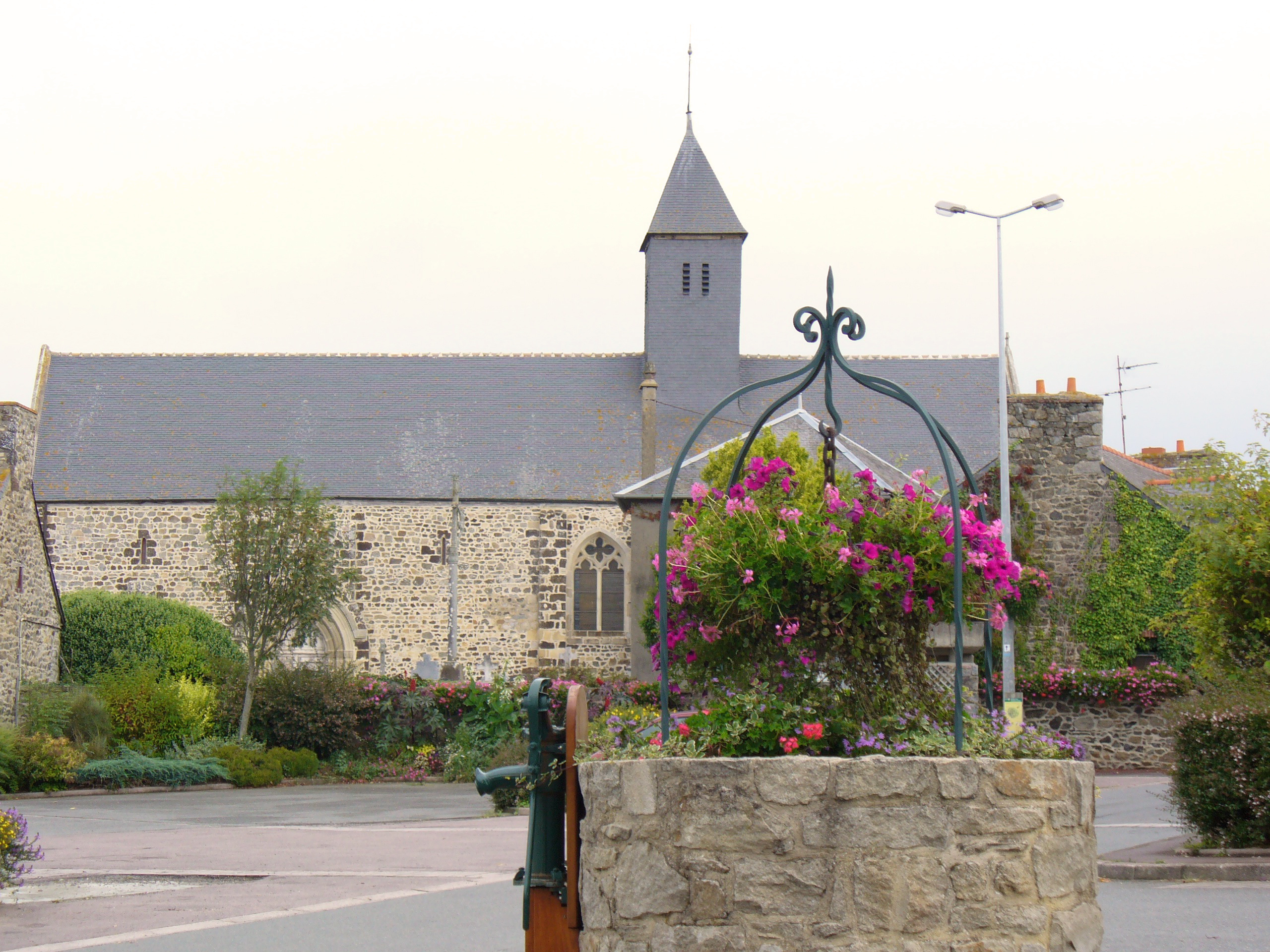
Église Saint-Gobrien.
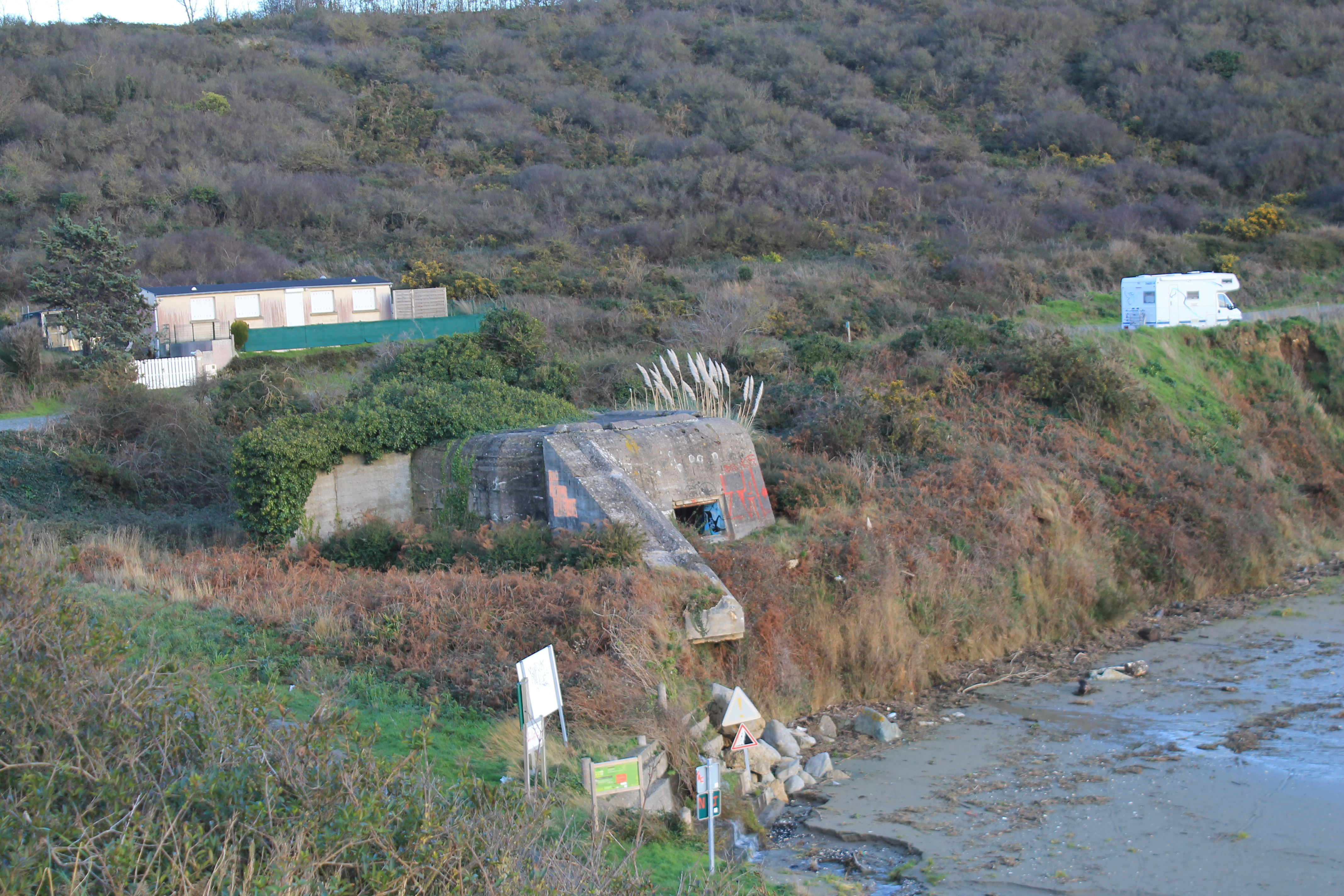
Bunker de Saint-Maurice.
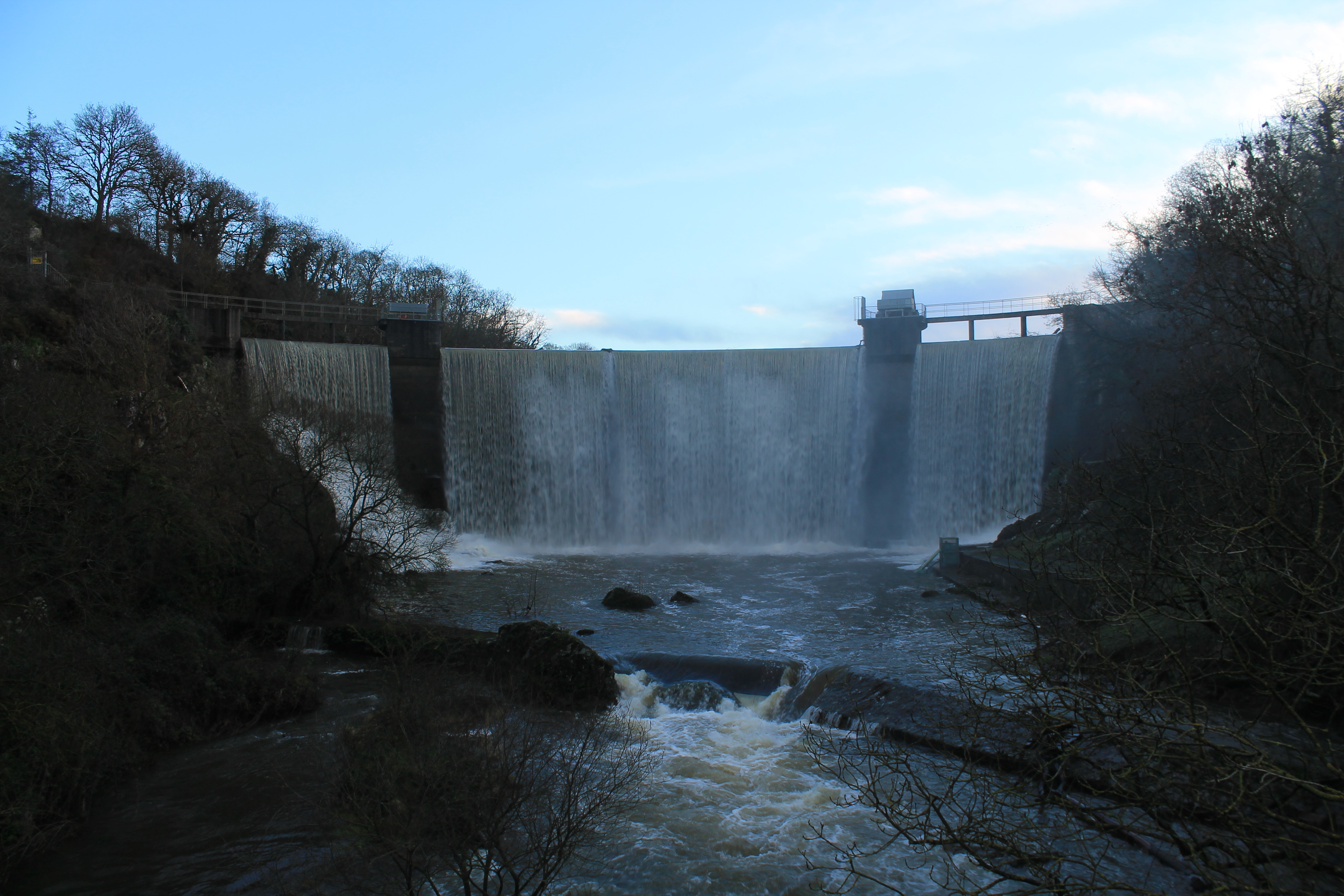
Barrage du Pont-Rollant.
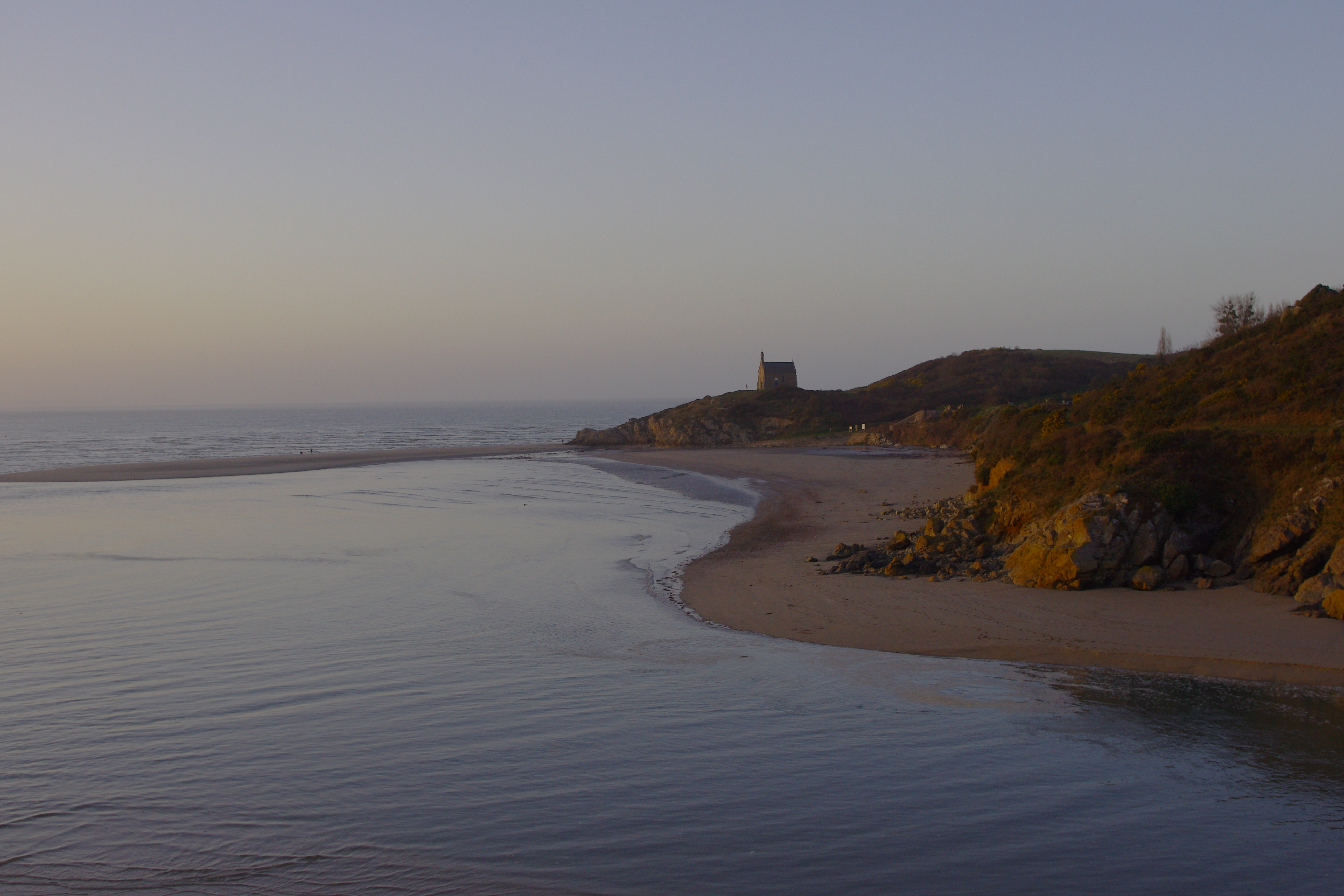
Anse de Morieux, vu vers la chapelle Saint-Maurice.